# ماکس افولس
ماکس افولس (آلمانی: Max Ophüls; ۶ مهٔ ۱۹۰۲ – ۲۶ مارس ۱۹۵۷) کارگردان و فیلم‌نامه‌نویس زادهٔ آلمان بود. وی در آلمان (۱۹۳۱–۱۹۳۳)، فرانسه (۱۹۳۳–۱۹۴۰ و ۱۹۵۰–۱۹۵۷) و ایالات متحده آمریکا (۱۹۴۷–۱۹۵۰) به فعالیت مشغول بود. از فیلم‌های او می‌توان به گوشواره‌های مادام…، عروس معاوضه‌شده، نامه‌ای از زنی ناشناس و عاشقان مون‌پارناس اشاره کرد.

## فیلم‌شناسی
- گوشواره‌های مادام… (۱۹۵۳)
- عروس معاوضه‌شده
- نامه‌ای از زنی ناشناس
- عاشقان مون‌پارناس